# Igup
Igup, Iguppu-tō, Ikop, Ikup o Yooppe (en inglés: Igup Island) es una isla del atolón Nomwin, en las islas Hall. Administrativamente se ubica en el municipio de Fananu, distrito de Oksoritod, estado de Chuuk, en los Estados Federados de Micronesia, en la parte occidental del país, 700 km al oeste de Palikir.
La tierra de Igup es plana, tiene una superficie de 0,45 kilómetros cuadrados. El punto más alto de la isla está a 17 metros sobre el nivel del mar. Cubre 0,8 km de norte a sur y 1,1 km de este a oeste.